# Shuhei Yoshida
Shuhei Yoshida (吉田修平, Yoshida Shuhei) é ex-presidente da Sony Interactive Entertainment Worldwide Studios, um grupo de produtores de videojogos estabelecido em 2005, propriedade da Sony Interactive Entertainment Inc.
Atualmente Shuhei Yoshida se encarrega das relações com desenvolvedores independentes.

## Sony Computer Entertainment
Yoshida se juntou a Sony Corporation em 1986, onde esteve envolvido no grupo de estratégia corporativa, bem como a coordenação do negócio de PC. Além disso, ele era um dos membros iniciais do Projeto Playstation em Fevereiro de 1993, onde, como o executivo de contas chumbo chefiou o programa de licenciamento de terceiros, da Sony Computer Entertainment Inc. Yoshida tem muitos títulos vendidos em sua carreira, incluindo jogo online premier da SCEA com fone de ouvido habilitado para voz Socom: US Navy Seals, bem como Jak and Daxter, Twisted Metal: Black, e ATV Offroad Fury. No estúdio, Yoshida foi produtor executivo de; Gran Turismo, Ape Escape, The Legend of Dragoon, e outros títulos.
Yoshida obteve seu título de bacharel em economia pela Universidade de Kyoto, no Japão e seu mestrado em Administração de Empresas pela Universidade da Califórnia, em Los Angeles.
Em novembro 2013 Yoshida apareceu no vídeo do unboxing oficial do Playstation 4 . Ele retrata um cavalheiro ladrão / fantasma ladrão-esque figura escura que, vestindo-caféde cor castanha luvas de couro (o único detalhe o espectador pode ver da figura), lenta e metodicamente desembrulha o conteúdo da caixa do PlayStation 4. No final do vídeo, é revelado que a figura escura é realmente Yoshida, e ele fecha com o público dizendo "Grandeza Awaits", em referência à liberação do PS4 próximo. 
Em 2013, Yoshida ganhou popularidade significativa em grande parte devido à sua maior abertura e presença com os consumidores e indústria de jogos ao redor do anúncio eo lançamento do PlayStation 4. Isto foi conseguido principalmente por notícias de última hora e, frequentemente, respondendo a perguntas de consumidores através de sua conta no Twitter, aparecendo como convidado em vários podcasts de jogos, sendo caracterizado em vídeos oficiais PlayStation, entre outras coisas.